# Polita

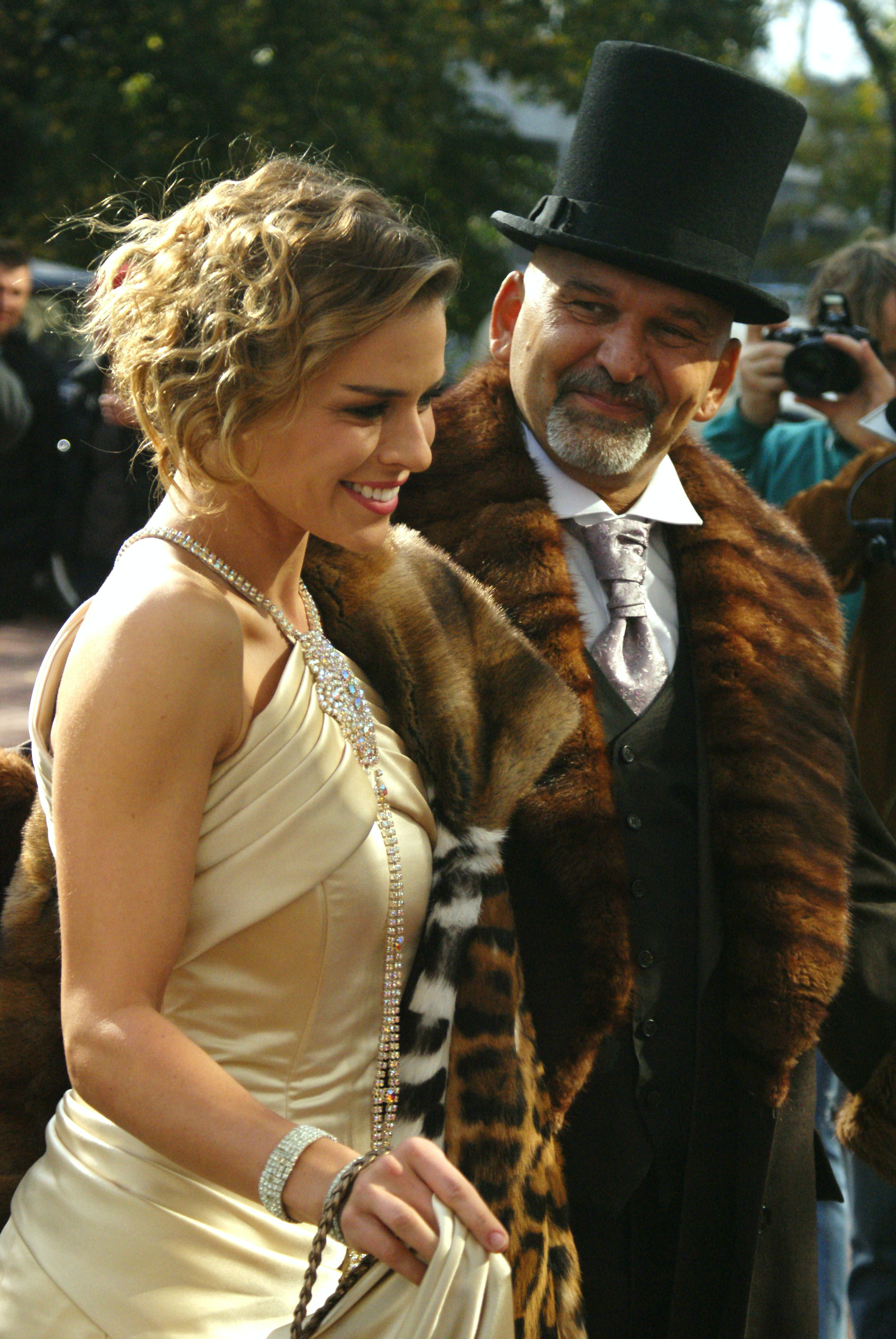
Natasza Urbańska i Mariusz Czajka

Polita – musical teatru Studio Buffo w reżyserii Janusza Józefowicza. Kompozytorem muzyki jest Janusz Stokłosa. Libretto spektaklu napisała Agata Miklaszewska, w oparciu o biografię postaci Poli Negri (w oryginalnej obsadzie tytułową rolę odgrywa Natasza Urbańska).
Widowisko zrealizowane jest ze wsparciem technologii 3D, do której materiały powstały w wytwórni Platige Image.
Prapremiera musicalu odbyła się 4 grudnia 2011 roku w Hali Sportowo-Widowiskowej Łuczniczka w Bydgoszczy.

## Obsada
W musicalu występują:

- Pola Negri – Natasza Urbańska
- Mała Pola – Zuzanna Hawryluk, Natalia Nedwidek, Amelia Kaczmarczyk, Kalina Józefowicz
- Janusz Józefowicz
- Agnieszka Matysiak
- Mariusz Czajka
- Dariusz Kordek
- Łukasz Talik
- Stefano Terrazzino
- Krzysztof Hulboj
- Justyna Chowaniak
- Monika Ambroziak
- Natalia Krakowiak
- Natalia Kujawa
- Mariola Napieralska
- Natalia Srokocz
- Maria Tyszkiewicz
- Aleksandra Zawadzka
- Artur Chamski
- Jerzy Grzechnik
- Krzysztof Rymszewicz
- Jan Traczyk
- Marcin Tyma
- Dominika Gajduk
- Katarzyna Granecka
- Karolina Królikowska
- Aleksandra Popławska
- Julia Niewiadomska
- Zuzanna Newbery
- Magdalena Zaklika
- Błażej Ciszek
- Jarosław Janikowski
- Sebastian Lubański
- Paweł Orłowski
- Łukasz Trautsolt

## Nagrody
- Grand Prix Festiwalu Musicalowego w Deagu (Korea Pd.) za najlepszy musical (lipiec 2017 r.)